# 中国居民膳食营养素参考摄入量
中国居民膳食营养素参考摄入量（DRIS）是在RDAs基础上发展起来的一组每日平均膳食营养素摄入量的参考值，包括四项内容：平均需要量（EAR）、推荐摄入量（RNI）、适宜摄入量（AI）和可耐受最高摄入量（UL）。

## 參看
- 日本食品標準成分表